# Erró
Pour les articles homonymes, voir Erro et Guðmundur Guðmundsson.
Guðmundur Guðmundsson, dit Erró, est un peintre et graveur islandais, né le 19 juillet 1932 à Ólafsvík.
Il est le cofondateur du mouvement pictural de la figuration narrative en France.

## Biographie
Erró étudie l'art de 1949 à 1954 à Reykjavik, puis à Oslo en Norvège et à Florence en Italie. En 1955, il entre à l'École de mosaïque de Ravenne. Il s'installe à Paris en 1958 où il rencontre des artistes, des écrivains et des critiques liés au mouvement surréaliste : André Breton, mais aussi Roberto Matta, Victor Brauner, André Masson, Max Ernst, Man Ray, Joan Miró et Marcel Duchamp.
Erró fut l'époux de Myriam Bat-Yosef, avec laquelle il eut une fille en 1960.
En 1962, il publie Mecanismo, mécamanifeste, 100 poèmes mécaniques, et un manuel de mécanique pour le collège Mécascience pour le mécacours moyen.
En 1962-1963, il réalise décors et masques pour le film d'Éric Duvivier, Concerto mécanique pour la folie ou la folle mécamorphose. Entre 1964 et 1967, il réalise son premier film Grimaces.
De 1963 à 1965, il participe à des interventions artistiques avec Jean-Jacques Lebel. Lui-même est l'auteur de plusieurs interventions artistiques. En octobre 1963, il inaugure une exposition personnelle avec le happening « Les Critiques d'art ». À l'American Center de Paris, en 1964, il réalise le happening Gold Water. Puis il contribue aux Affiches murales et slogans de Mai 68.
En 1972, il rencontre Vilai Permchit, sa deuxième épouse, à Bangkok en Thaïlande.
En 1982, il est invité à réaliser une fresque géante à Angoulême. En 1986, il représente l'Islande à la Biennale de Venise.
En 1989, il fait une donation d’œuvres d’art et d’archives personnelles à la Ville de Reykjavik. Ce fonds est géré par le musée d'Art de Reykjavik.
La  galerie Louis Carré et Cie à Paris représente l'artiste depuis 2012.
En 2012, il réalise l'estampe du portfolio créé par Cristel Éditeur d'Art pour le 9e prix Jacques-Goddet (Trophée Carrefour), prix qui récompense chaque année le meilleur article de la presse francophone publié durant le Tour de France. En 2013, il réalise l'estampe du portfolio créé par Cristel Éditeur d'Art pour le 2e prix Denis-Lalanne (Trophée Roland-Garros), prix qui récompense chaque année le meilleur article de la presse francophone publié durant le tournoi de Roland-Garros. En 2014, il expose avec Jean-Jacques Deleval et Speedy Graphito à l'Arsenal de Soissons.
Depuis les années 1970, il réalise de nombreuses séries d'estampes (lithographies, sérigraphies et estampes pigmentaires). Depuis 2013, Erró travaille l'aquagravure, une technique d'estampe en bas-relief.
En 2020, il expose en solo à la galerie Perrotin à New York.

## Œuvre
Erró est un des fondateurs d'un mouvement appelé la Figuration narrative au début des années 1960 en France. De nombreux artistes participent à l'émergence de ce style artistique comme Valerio Adami, Hervé Télémaque, Peter Klasen. En 1978, l'un des artistes de ce mouvement, le peintre péruvien Herman Braun-Vega réalise de lui et avec sa participation active, un portrait où il le représente  dans son univers artistique inspiré par la bande dessinée, accumulant des éléments figuratifs détachés de leur contexte jusqu'à la prolifération délirante.

## Expositions personnelles

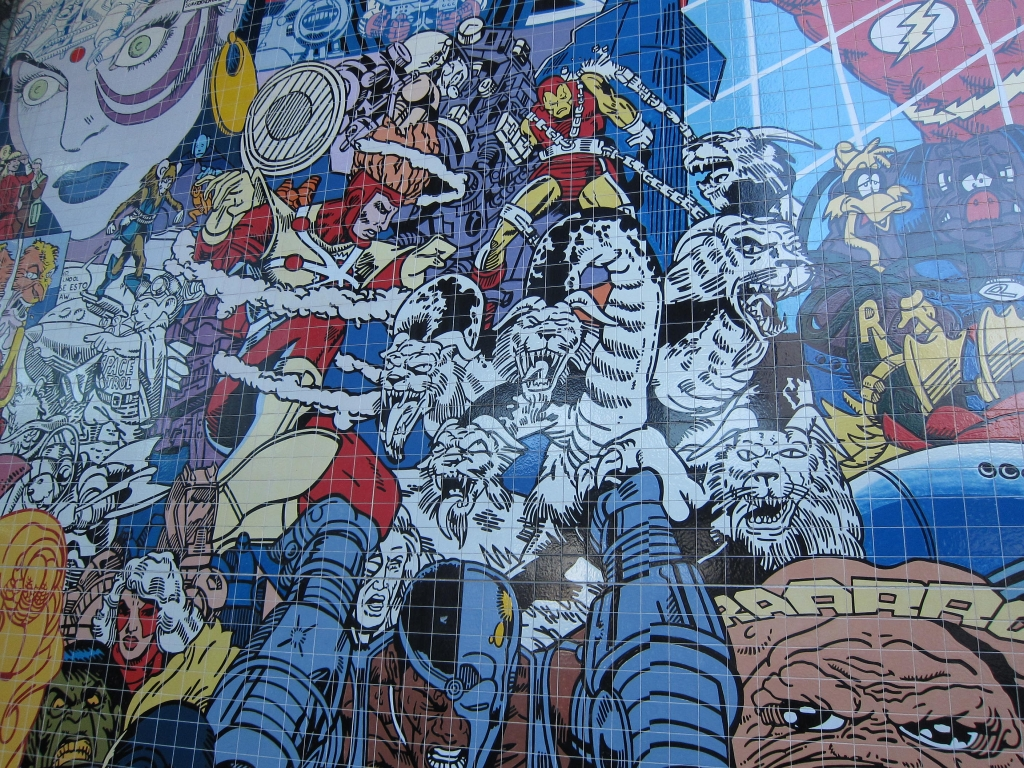
Peinture murale sur céramique d'Erró à Lisbonne (2004).

- 1956 : première exposition personnelle, Galleria Montenapoleone, Milan.
- 1957 : Maison des artistes, Reykjavik.
- 1958 : musée national Betzalel, Jérusalem. Musée de Tel-Aviv. Musée d'Art moderne, Haifa.
- 1960 : galerie Chirvan, Paris. Maison des artistes, Reykjavik.
- 1961 : Galleria del Naviglio, Milan. la Galleria del Cavallino, Venise.
- 1962 : galerie Jean Dols, Liège.
- 1963 : Saint-Germain, Paris.
- 1964 : Gertrude Stein Gallery, New-York.
- 1965 : Maäkovski.
- 1965 : Galleria L’Attico, Rome. Maison des artistes, Reykjavik.
- 1967 : galerie Spånga, Stockholm. Le 2e cri.
- 1968 : « Erró 1967-68 », galerie Claude Givaudan, Paris.
- 1969 : ARC, musée d'Art moderne de la Ville de Paris.
- 1970 : musée Galliera, Paris.
- 1971 : galerie André, Berlin.
- 1973 : Galleria Arte Borgogna, Milan, galerie Buchholz, Munich, galerie Fabien Boulakia, Paris.
- 1975 : expositions personnelles à travers la France sous l'égide du Centre Georges Pompidou de Paris. Galerie Fred Lanzenberg, Bruxelles.
- 1977 : galerie Beaubourg, Paris. Centre d'art, Flaine.
- 1978 : Kjarvalstadir, musée de la Ville de Reykjavik.
- 1979 : galerie Beaubourg, Paris. Galerie Fred Lanzenberg, Bruxelles.
- 1980 : galerie Nina Dausset, Paris.
- 1981 : Randers (Danemark), Randers Kunstmuseum. Copenhague, Kunstforeningen.
- 1982 : galerie Jan Six, Paris. Peinture politique, Maison de la culture, Chalon-sur-Saône. Musée Rigaud, Perpignan. Musée Hedendaagse Kunst, Utrecht.
- 1983 : Miroir d'Encre, Bruxelles. Galerie Jaqueline Storme, Lille. Galerie municipale Édouard Manet, Gennevilliers.
- 1984 : « Erró », galerie Sonia Zannettacci, Genève.
- 1984 : Centre culturel Pablo Neruda, Corbeil-Essonnes. Espace des Cordeliers, Châteauroux.
- 1985 : Paris ARC2, musée d'Art moderne de la Ville de Paris. Musée des Beaux-Arts, Dôle. Centre d’art contemporain, Montbéliard.
- 1986 : Maison de la culture du Havre. Maison de la culture de Bourges. « Erró », pavillon islandais, Biennale de Venise.
- 1988 : « Huit Paysages », galerie Miroir d'Encre, Bruxelles. Centre d'art contemporain, Rouen.
- 1988 : commande de la salle Erró à l'hôtel de ville de Lille par Pierre Mauroy.
- 1989 : galerie Vincent, Saint-Pierre, La Réunion.
- 1990 : « Les fresques, les savants et les ingénieurs », Cité des sciences et de l'industrie, parc de la Villette, Paris. « Erró, world without Christmas », galerie Sonia Zannettacci, Genève.
- 1991 : Centre Gérard Philipe, Cergy-Pontoise.
- 1992 : « Erró Collages 1958-1988 », Centre culturel d'Issoire. Pavillon français, Exposition universelle de 1992, Séville.
- 1993-1994 : exposition itinérante « Art history – Politics – Science Fiction » accueillie à Copenhague, Pori, Göteborg, Édimbourg et Reykjavik.
- 1994 : halle du Palais des Congrès, Paris.
- 1996 : « Erró Von Mao bis Madonna », Museum moderner Kunst Stiftung, Vienne. Orangerie Herrenhausen, Wilhelm Museum, Hanovre.
- 1996-1997 : exposition itinérante « Political Paintings » présentée à Hanovre, Munich, Hambourg, Berlin, Belgrade, Budapest, Bratislava.
- 1997 : « Erró, femmes fatales », galerie Sonia Zannettacci, Genève.
- 1998 : villa Tamaris, La Seyne-sur-Mer.
- 1999 : « Erró, images du siècle» », galerie nationale du Jeu de Paume, Paris.
- 2000 : « Erró, images du siècle», musée d'Art contemporain, Marseille. « Erro, les femmes fatales », musée des Beaux-Arts de Caen. Château prieural, Monsepron-Libos. Musée des Beaux-Arts, Charleroi, Belgique.
- 2001 : « E-Mail breakfast », galerie Sonia Zannettacci, Genève.
- 2002 : « Erró, Renault et l'art », Espace Renault, Boulogne-Billancourt.
- 2003 : « Erró, Les Femmes fatales », Creux de l'enfer, Thiers.
- 2004 : Museo Nacional de les Belles Arts, Kiev. Lilian Vermon Center for International Affairs, The Grey Art Gallery, New York University. Galerie Louis Carré, Paris.
- 2005 : « Erró, rétrospective », Palma de Majorque, Modern i Contemporani de Palma.
- 2006 : « Erró : le grand collage du monde » à Valence et Madrid.
- 2008 : Erró expose une toile de 30 mètres de long sur la façade du Bazar de l'Hôtel de Ville à Paris.
- 2008-2009 : « Erró, le fou d'images », musée de Louviers.
- 2009-2010 : « Erró - Portraits / mannlýsingar », Hafnarhús-Reykjavik Art Museum, du 28 mai 2009 au 29 août 2010.
- 2009 : « Erró, Les briseuses de cœur et les petits enfants de Mao », galerie Sonia Zannettacci, Genève.
- 2010 : « Erró, cinquante ans de collage », Centre Georges-Pompidou, Paris, du 15 février au 24 mai 2010. Musée des Beaux-Arts de Dole, du 2 octobre 2010 au 16 janvier 2011. « Erró », Centre d'art contemporain Raymond Farbos, Mont-de-Marsan, du 22 mai au 18 septembre 2010.
- 2010-2011 : « Erró : Collages / Klippimyndir (1950-2010) », Hafnarhús-Reykjavik Art Museum, du 18 septembre 2010 au 28 août 2011.
- 2012 : « Trente tableaux carrés pour la galerie Carré », galerie Louis Carré & Cie, Paris, du 7 septembre au 20 octobre.
- 2013 : « Les Femmes fatales (1987-1995), le Tour du Monde de Mao (1974), les Politiques, Poland (1982), les Scapes (1985) », du 25 mai au 6 octobre 2013, L'Aspirateur, Narbonne.
- 2014 : « Rétro-spectif, des mécamorphoses aux chinois, 1959-1979 », galerie Louis Carré & Cie, du 17 octobre au 22 novembre.
- 2014-2015 : Rétrospective Erró au musée d'Art contemporain de Lyon.
- 2015 : « Erró. Retour à Saint-Malo », Centre Cristel Éditeur d'Art, Saint-Malo, du 14 mai au 5 septembre[12]. « 50 collages », galerie Louis Carré & Cie, Paris, du 11 septembre au 31 octobre.
- 2016 : Fondation Folon, Bruxelles.
- 2017 : Espace Jacques Villeglé, Saint-Gratien.
- 2018 : « Erró, Svart og hvitt », galerie Louis Carré & Cie, Paris, du 14 septembre au 19 octobre.
- 2020 : « Erró », galerie Perrotin, New York, du 14 janvier au 15 février[13].
- 2022 : « Erró: Collages, 1959-1978 », galerie Loeve&Co, Paris, du 17 mars au 30 avril.

## Distinctions
- Chevalier de la Légion d'honneur : nommé en juillet 2010.
- Officier de la Légion d'honneur : promu en janvier 2020[14].

## Publications

### Sous la direction d'Erró
- Erró 1955-1967, Paris, Georges Fall, 1968.
- Erró 1967-1970, Paris, Claude Givaudan, 1970.
- Erró, catalogue général. Édition italienne : Milan, Pre-art, 1976 ; édition française : Paris, Le Chêne, 1976.
- Erró, Reykjavik, textes de Bragi Ásgeirsson et Matthías Johannessen, Almenna Bókafélagið / Icelandic Review, 1978.
- Erró 1974-1986, catalogue général II, texte de Jean-Jacques Lebel, Paris, Hazan, 1986.
- Erró 1984-1998, catalogue général III, textes de Robert Fleck, Lóránd Hegyi, Jan Kriz, Gunnar B. Kvaran, Eirikur Þorláksson. Paris, Hazan, 1998.
- Erró 1987-2006, catalogue général IV, textes de Frédéric Bouglé, Laurence Bertrand-Dorléac, Philippe Dagen, Arthur C. Danto, Lynn Gumpert, Pontus Hulten, Anne Tronche, Paris, Hazan, 2007.

### Textes d'Erró
- (it) La Chiave per il sistemo sympatico dei nervi, Venise, Galleria del Cavallino, 1961.
- Mecanismo, mécanifeste, Venise, 1962.
- Mecanismo no 2, catalogue, Venise, 1963.
- Erró. La Vie des peintres, Bruxelles, Galerie Fred Lanzenberg, 1979.
- Erró, catalogue, Nouvelle Biennale de Paris, 1985.
- (is) Sjálfsdáleiðsla (Mécapoème 1959), Reykjavik, éditions Máls-og Menning, 1991.
- Easy is interesting, Paris, Éditions Jannink, 1993.
- (it) Se non è vero è ben trovato, Bruxelles, Éditions La Pierre d’Alun, 2012.
- Préface du livre Pulp Fusion-Benjamin Spark, Paris, Éditions Cercle d'Art, 2016.

### Filmographie
- 1963 : Éric Duvivier, Concerto mécanique pour la folie, 19 minutes.
- 1978 : Michel Lancelot, Georges Paumier, Erró, Peintres de notre temps, 30 minutes, production INA.
- 1983 : Jean Labib, Erró, un mercredi pas comme les autres, 13 minutes, production TF1 et CNAP.
- 1995 : Claude Guibert, Erró, 13 minutes, Encyclopédie audiovisuelle de l'art contemporain, production Imago.
- 2011 : Ukrštanja : Dado Đurić, de Snežana Nikčević et Sanja Blečić, RTCG : Erró à propos de Dado (extrait sur youtube.com).
- 2021 : Erró, formidable iceberg, film documentaire de Christophe Penot, réalisé pour l'exposition « Figurez-vous… » organisée par la Ville de Dinard en 2021.